# Мотиче-Подуховне
Мотиче-Подуховне (пол. Motycze Poduchowne) — село в Польщі, у гміні Ґожице Тарнобжезького повіту Підкарпатського воєводства.
Населення — 312 осіб (2011).

## Демографія
Демографічна структура станом на 31 березня 2011 року:
|          | Загалом | Допрацездатний вік | Працездатний вік | Постпрацездатний вік |
| -------- | ------- | ------------------ | ---------------- | -------------------- |
| Чоловіки | 151     | 30                 | 108              | 13                   |
| Жінки    | 161     | 36                 | 85               | 40                   |
| Разом    | 312     | 66                 | 193              | 53                   |